# Hagakyrkan, Sundsvall
Hagakyrkan är en kyrkobyggnad i Haga centrum, Sundsvall. Kyrkan har hört till Haga baptistförsamling, som var ansluten till samfundet Evangeliska Frikyrkan (EFK). Den 2 april 2023 gick församlingen samman med Sundsvalls baptistförsamling, och bildade församlingen Baptistkyrkan Sundsvall. Den är även dubbelansluten till samfundet Equmeniakyrkan. Den nya församlingen hade vid bildandet 360 medlemmar, och behåller tills vidare båda kyrkobyggnaderna: Hagakyrkan och Elimkyrkan.

## Historia
Haga baptistförsamling bildades som Skönsbergs baptistförsamling 1889. Församlingens kapell var Betel, på Vasagatan 1 i Skönsberg, en byggnad som inte längre finns. 
På 1950-talet, då allt fler skaffat bil, växte problemet med parkeringsplatser. Kommunen hade samtidigt planer på att skapa nya bostadsområden i Skönsberg. Resultatet blev att församlingen sålde kapellet till kommunen och förvärvade en tomt i Haga.
I april 1972 inledde församlingen byggandet av nya Betelkapellet. I december samma år invigdes kapellet, som sedermera fick namnet Hagakyrkan.